# Hani?
"Hani?" (Onde?, em português) foi a canção que representou a Turquia no Festival Eurovisão da Canção 1982 interpretado em turco por Neco. 
Essa canção tinha letra de Olcayto Ahmet Tuğsuz, música de Olcayto Ahmet Tuğsuz e Faik Tuğsuz e foi orquestrada por Garo Mafyan. 
A canção turca foi a quinta a desfilar na noite do evento, a seguir à canção britânica e antes da canção finlandesa "Nuku pommiin", interpretada por Kojo. 
No final da votação, a canção turca terminou em 15.º lugar (entre 18 países participantes) e 20 pontos. 